# Nové Mitrovice
Nové Mitrovice (deutsch Neu Mitrowitz) ist eine Gemeinde in Tschechien. Sie liegt sieben Kilometer südöstlich von Spálené Poříčí im Brdywald und gehört zum Okres Plzeň-jih. Die Katasterfläche beträgt 2091 ha.

## Geographie
Nové Mitrovice befindet sich in 555 m ü. M. im Tal des Mítovský potok im westlichen Teil des Brdywaldes. Durch den Ort führt die Staatsstraße 177 zwischen Spálené Poříčí und Lnáře. Im Osten erhebt sich der Berg Nad Maraskem (800 m).
Nachbarorte sind Mítov und Planiny im Norden, Chynín im Südosten, Železný Újezd im Süden, Přešín im Südwesten sowie Nechanice im Westen.

## Geschichte
1626 wurde die aus acht Wohnhütten bestehende Siedlung Hutě als Zubehör des Dorfes Železný Újezd in der Herrschaft Spálené Poříčí erstmals erwähnt. Entstanden war Hutě mit dem Beginn des Eisenerzbergbaus entlang des Baches. Nach Silberfunden erhielt die Ansiedlung die Bezeichnung Na stříbrných horách (Am Silbergebirge). Zum Ende des 17. Jahrhunderts war die Silberlagerstätte erschöpft und die Bergwerke wurden aufgelassen.
Um 1708 erhielt die Ansiedlung durch den Besitzer der Herrschaft Spálené Poříčí Graf Václav Hynek Vratislav z Mitrovic die Bezeichnung Nové Mitrovice. Für den Stammsitz der Grafen Vratislav z Mitrovic, Mitrovice bei Sedlec entstand zur Unterscheidung die Bezeichnung Staré Mitrovice. Um dem darniederliegenden Bergbau wieder aufzuhelfen, holte Graf Václav Hynek deutsche Berg- und Hüttenleute in die Gegend. Anstelle der alten Hütte entstand an anderer Stelle eine größere, Vratislav z Mitrovic ließ Häuser errichten und Neu Mitrowitz war zu einer Bergarbeitersiedlung angewachsen.
1715 erwarb Gräfin Anna Polyxena Clary-Aldringen die Herrschaft Spálené Poříčí. 1717 umfasste Nové Mitrovice zusammen mit einem Vorwerk, Wirtshaus und einem hölzernen Schlösschen 18 Häuser. Unter der Herrschaft der Gräfin Clary-Aldringen kam es zum erneuten Niedergang des Eisenbergbaus und der Verhüttung. Ein Teil der Berg- und Hüttenleute verließ den Ort wieder und kehrt in die alte Heimat zurück. Die verbliebenen Familien suchten neue Lebensgrundlagen in der Landwirtschaft und dem Handwerk als Müller, Krüger, Wagner und Schmiede. Zwischen 1722 und 1726 entstand die Kapelle des Hl. Johann von Nepomuk. 1727 nahm die Dorfschule den Unterricht auf, den auch die Kinder aus Mítov besuchten. 1747 wurde Neu Mitrowitz Pfarrort. 1749 verkaufte Gräfin Anna Polyxena die Herrschaft an das Domkapitel St. Veit in Prag, in dessen Besitz der Ort bis zur Aufhebung der Patrimonialherrschaften im Jahre 1850 verblieb. 1766 wurde die Kirche des Hl. Johannes von Nepomuk geweiht und 1785 der Pfarrbezirk neu festgesetzt, der nun auch die Dörfer Chynín, Mítov, Planiny und Nechanice einschloss. 1825 lebten im Dorf 425 Menschen, davon waren 14 jüdischen Glaubens. 1843 war die Einwohnerzahl auf 699 angewachsen, unter denen viele Handwerker und Gewerbetreibende waren. In der Mitte des 19. Jahrhunderts wurde die Hüttenanlagen erneuert und 1838 ging die Neue Hütte in Betrieb.
Bis 1855 gehörte Nové Mitrovice zum Rokytzaner Bezirk und kam dann an den Pilsener Bezirk. 1868 entstand am Hüttenplatz eine Glasfabrik, die bis 1931 produzierte. 1880 erreichte die Zahl der Einwohner mit 830 den höchsten Stand.
1955 wurde am Berg Kokšín ein Naturreservat eingerichtet. Am 1. Januar 1964 wurde Planiny eingemeindet.

## Sehenswürdigkeiten
- Kirche des Hl. Johannes von Nepomuk
- Statue der Jungfrau Maria vom Heiligen Berg am Dorfplatz, erbaut 1760
- ehemaliges Schichthaus
- Wassermühle Mítov, 1680 errichtet
- Kapelle in Nechanice, erbaut 1897
- Aussichtsturm Na skále bei Železný Újezd

## Gemeindegliederung
Zur Gemeinde Nové Mitrovice gehören die Ortsteile Mítov (Mittau), Nechanice (Nechanitz) und Planiny (Planin) sowie die Weiler und Einschichten Na Píle, Kbely und Dožín.

## Söhne und Töchter des Ortes
- Josef Linda (1792–1834), tschechischer Schriftsteller und einer der mutmaßlicher Fälscher der Königinhofer Handschrift und Grünberger Handschrift